# Karl-Heinz Riedle
Karl-Heinz Riedle (ur. 16 września 1965 w Weiler im Allgäu) – niemiecki piłkarz grający na pozycji napastnika. Z reprezentacją Niemiec, w której barwach rozegrał 42 mecze, zdobył mistrzostwo świata w 1990 roku. W finale Ligi Mistrzów w 1997 strzelił dwa gole, dające pierwsze w historii zwycięstwo w tych rozgrywkach Borussii Dortmund.

## Kariera piłkarska
Był zawodnikiem Blau -Weiss Berlin, FC Augsburg, Werderu Brema, S.S. Lazio, Borussii Dortmund, Liverpool FC i Fulham F.C.

## Sukcesy piłkarskie
- mistrzostwo Niemiec 1988 z Werderem Brema
- mistrzostwo Niemiec 1995 i 1996 oraz Puchar Mistrzów 1997 z Borussią Dortmund
- brązowy medal Igrzysk Olimpijskich 1988 z olimpijską reprezentacją RFN

W reprezentacji Niemiec od 1988 do 1994 roku rozegrał 42 mecze i strzelił 16 goli – mistrzostwo świata 1990, wicemistrzostwo Europy 1992 i start w Mistrzostwach Świata 1994 (ćwierćfinał). Na Euro 1992 wraz z trzema innymi piłkarzami został królem strzelców.
Dziś prowadzi akademię piłkarską w swoim rodzinnym regionie i mieście